# Jerzy Adam Hortyński
Jerzy Adam Hortyński (ur. 2 stycznia 1944 w Adamówce, zm. 1 kwietnia 2021) – polski specjalista w zakresie ogrodnictwa, prof. dr hab.

## Życiorys
W 1976 obronił pracę doktorską, w 1987 uzyskał stopień doktora habilitowanego. W l. 1993-1994 Visiting Scholar na  University of Minnesota jako stypendysta Fulbrighta. 28 lutego 1995 nadano mu tytuł profesora zwyczajnego w zakresie nauk rolniczych. Został zatrudniony na stanowisku profesora w Katedrze Genetyki i Hodowli Roślin Ogrodniczych na Wydziale Ogrodniczym Uniwersytetu Przyrodniczego w Lublinie, oraz w Wyższej Szkole Humanistyczno-Przyrodniczej – Studium Generale Sandomiriense na Wydziale Przyrodniczym i Matematycznym.
Był profesorem zwyczajnym i kierownikiem w Katedrze Genetyki i Hodowli Roślin Ogrodniczych na Wydziale Ogrodnictwa i Architektury Krajobrazu Uniwersytetu Przyrodniczego w Lublinie, a także prorektorem w Akademii Rolniczej w Lublinie.
Zmarł 1 kwietnia 2021.